# Nigao (sockenhuvudort i Kina, Guizhou Sheng, lat 28,69, long 107,81)
Nigao (kinesiska: 泥高, 泥高乡) är en sockenhuvudort i Kina. Den ligger i provinsen Guizhou, i den sydvästra delen av landet, omkring 250 kilometer nordost om provinshuvudstaden Guiyang. Antalet invånare är 23 783. Befolkningen består av 11 701 kvinnor och 12 082 män. Barn under 15 år utgör 29,0 %, vuxna 15-64 år 60 %, och äldre över 65 år 9,0 %.